# Alvydas Nikžentaitis

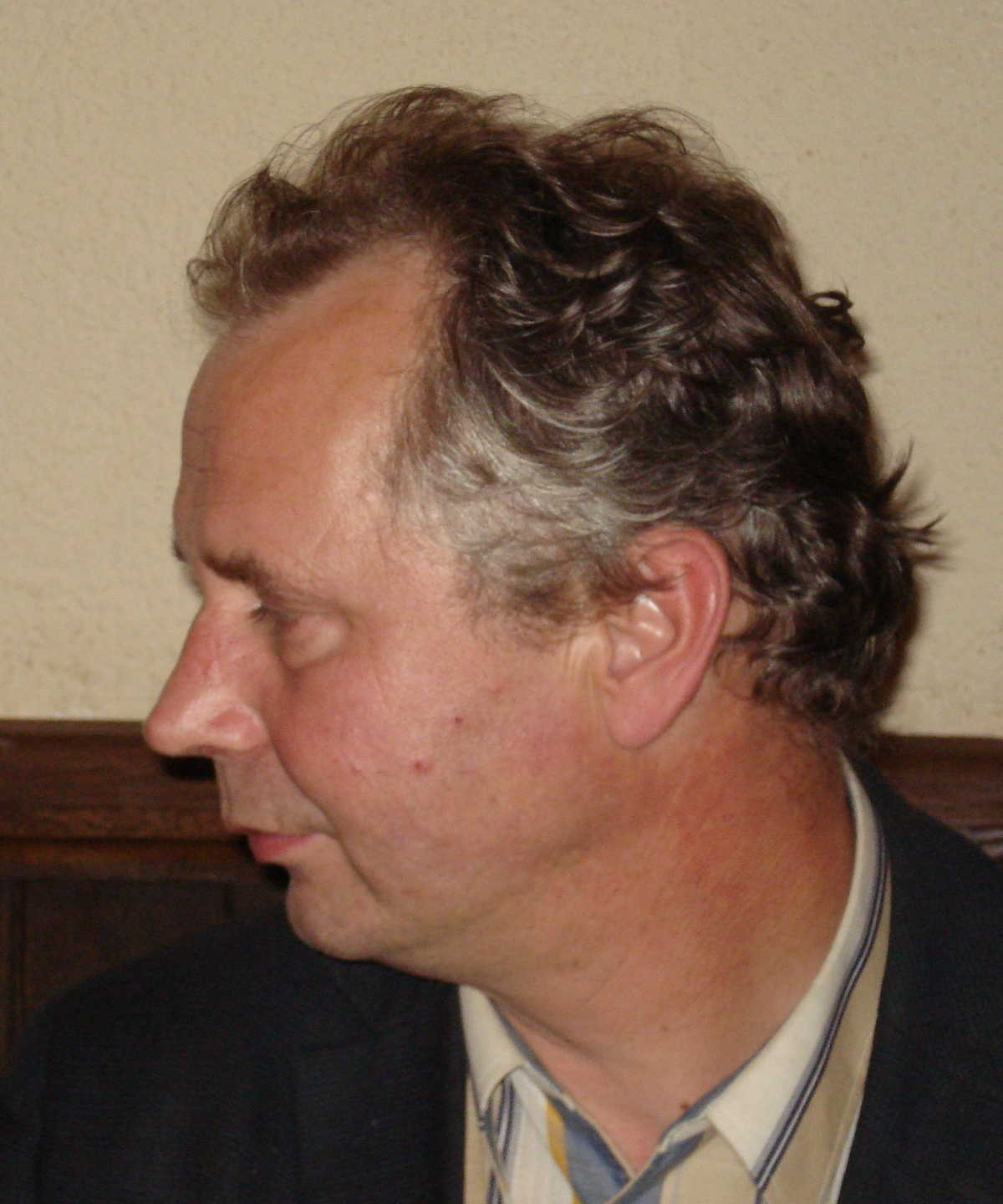
Alvydas Nikžentaitis, 2008

Alvydas Nikžentaitis (* 18. Oktober 1961 in Panemunė (Übermemel), Litauische SSR) ist ein litauischer Historiker und Kulturwissenschaftler.

## Leben
1979–1984 studierte Nikžentaitis Geschichte an der Universität Vilnius. 1984–1992 war er wissenschaftlicher Mitarbeiter am Litauischen Historischen Institut. 1989 wurde er dort bei Edvardas Gudavičius promoviert. 1992 errichtete er zusammen mit Vladas Žulkus das Forschungszentrum für die Geschichte Westlitauens und Preußens an der Universität Klaipėda/Memel, das 2003 zum Institut für Geschichte und Archäologie der Ostseeregion umorganisiert wurde. 1992–1993 war Nikžentaitis der erste Direktor des Zentrums. 1993 wurde er zum ersten Inhaber des neugegründeten Lehrstuhls für Geschichte an der Universität Klaipėda ernannt. Von 1998 bis 2000 war er als Stipendiat am Herder-Institut tätig. 1999 habilitierte er sich mit „Die litauische Gesellschaft der vorchristlichen Zeit (13.-14. Jahrhundert)“. 2000 wurde er zum Direktor des Litauischen Historischen Instituts berufen. Er diente zwei Amtszeiten bis 2008. Bis 2004 war Nikžentaitis auch am Institut für Geschichte und Archäologie der Ostseeregion als wissenschaftlicher Mitarbeiter tätig. Bis 2009 war er Professor für litauische Geschichte an der Pädagogischen Universität Vilnius. 2009–2010 war er als Stipendiat von Alexander von Humboldt-Stiftung am Geisteswissenschaftliches Zentrum „Geschichte und Kultur Ostmitteleuropas“ an der Universität Leipzig tätig. Seit 2009 ist Nikžentaitis Projektkoordinator und wissenschaftlicher Mitarbeiter am Litauischen Historischen Institut.
1999–2008 war Nikžentaitis Mitglied des wissenschaftlicher Beirat des Deutschen Historischen Instituts in Warschau. Seit 2004 ist er Vorsitzender des Litauischen Historikerverbands, seit 2005 Vorstandsmitglied des Litauisch-Deutschen Forums und seit 2006 Vorsitzender der Litauisch-Russischen Historikerkommission. Zudem ist er Mitherausgeber der Zeitschrift für Ostmitteleuropa-Forschung.
Nikžentaitis arbeitet schwerpunktmäßig zur neueren Geschichte Ostmitteleuropas. Er betreibt vornehmlich Forschungen zum Thema Geschichte der Feindbilder im Ostseeraum, kulturelles Gedächtnis, Erinnerungskulturen in Ostmitteleuropa, Geschichtspolitik, Identitätswandel und Symbolische Aneignung von Städten.

## Schriften (Auswahl)
- Gediminas. Vyriausioji enciklopedijų redakcija, Vilnius 1989
- Pilėnų mįslė. Vyturys, Vilnius 1993, ISBN 5-7900-0449-0.
- als Herausgeber mit Vladas Žulkus: Klaipėdos miesto ir regiono archeologijos ir istorijos problemos. (= Acta Hictorica Universitatis Klaipedensis. Bd. II) Klaipėdos universiteto leidykla, Klaipėda, 1994, ISBN 9986-505-00-3.
- Nuo Daumanto iki Gedimino. Ikikrikščioniškos Lietuvos visuomenės bruožai. (= Acta historica Universitatis Klaipedensis. Bd. V). Klaipėdos universiteto leidykla, Klaipėda 1996, ISBN 9986-505-21-6.
- als Herausgeber: Žemaitijos istorija. Regnum fondas, Vilnius 1997, ISBN 9986-494-35-4.
- Witold i Jagiełło: Polacy i Litwini we wzajemnej stereotypie. Poznańskie Tow. Przyjaciół Nauk, Poznań 2000, ISBN 83-7063-284-X (In litauischer Sprache: Vytauto ir Jogailos įvaizdis Lietuvos ir Lenkijos visuomenėse. Aidai, Vilnius 2002, ISBN 9955-445-54-8)
- als Herausgeber mit Stefan Schreiner and Darius Staliūnas: The Vanished World of Lithuanian Jews. Rodopi B.V., Amsterdam-New York 2004, ISBN 90-420-0850-4.
- als Herausgeber: Nuo Basanavičiaus, Vytauto Didžiojo iki Molotovo ir Ribbentropo: atminties ir atminimo kultūrų transformacijos XX-XXI amžiuje. Lietuvos istorijos instituto leidykla, Vilnius, 2011, ISBN 978-9955-847-37-3.